# 24977 Tongzhan
24977 Tongzhan è un asteroide della fascia principale. Scoperto nel 1998, presenta un'orbita caratterizzata da un semiasse maggiore pari a 2,2419944 UA e da un'eccentricità di 0,0556626, inclinata di 3,49457° rispetto all'eclittica.